# Даминьи
Даминьи (фр. Damigny) — коммуна на северо-западе Франции, находится в регионе Нормандия, департамент Орн, округ Алансон, центр одноименного кантона. Пригород Алансона, примыкает к нему с северо-запада. Через территорию коммуны протекает речка Бриант, впадающая в Сарту в черте Алансона.
Население(на 2018 год). — 2 479 человек. 

## История
Когда-то большая деревня, живущая собственной жизнью, Даминьи с конца 1960-х годов постепенно превращается в пригород Алансона. На месте пастбищ и пахотных земель, разделявших два населенных пункта, выросли кварталы индивидуальных жилых домов.
В 1985 году в Даминьи по инициативе Национальной федерации пластмасс и Торгово-промышленной палаты Алансона был открыт Высший институт пластмасс Алансона — высшее учебное заведение регионального уровня, готовящее специалистов в области производства и переработки пластмасс. С 1993 года институт выдает дипломы бакалавров.

## Экономика
Структура занятости населения:
- сельское хозяйство — 0,0 %
- промышленность — 16,3 %
- строительство — 13,4 %
- торговля, транспорт и сфера услуг — 23,8 %
- государственные и муниципальные службы — 46,5 %

Уровень безработицы (2018) — 8,6 % (Франция в целом —  13,4 %, департамент Орн — 10,4 %). 

Среднегодовой доход на 1 человека, евро (2018) — 23 940 (Франция в целом — 21 730, департамент Орн — 20 140).

## Демография
Динамика численности населения, чел.

## Администрация
Пост мэра Даминьи с 2020 года занимает Анита Пайо (Anita Paillot). На муниципальных выборах 2020 года возглавляемый ею список был единственным.
| Период | Период | Фамилия        | Партия                  | Примечания                                                               |
| ------ | ------ | -------------- | ----------------------- | ------------------------------------------------------------------------ |
| 1982   | 2001   | Дениз Шаню     | Социалистическая партия | бывший работник фонда социальной защиты занятых в сельском хозяйстве MSA |
| 2001   | 2020   | Паскаль Девьян | Социалистическая партия | финансовый консультант                                                   |
| 2020   |        | Анита Пайо     |                         |                                                                          |